# Ipimorpha aequilinea
Ipimorpha aequilinea är en fjärilsart som beskrevs av Smith 1882. Ipimorpha aequilinea ingår i släktet Ipimorpha och familjen nattflyn. Inga underarter finns listade i Catalogue of Life.